# السمفونية الصناعية رقم 1
السمفونية الصناعية رقم 1 (بالإنجليزية: Industrial Symphony No. 1)‏ هو فيلم صدر في سنة 1990. الفيلم من إخراج ديفيد لينش وكتابة ديفيد لينش. من بطولة لورا ديرن ونيكولاس كيج.

## وصلات خارجية
- السمفونية الصناعية رقم 1 على موقع IMDb (الإنجليزية)
- السمفونية الصناعية رقم 1 على موقع روتن توميتوز (الإنجليزية)
- السمفونية الصناعية رقم 1 على موقع أول موفي (الإنجليزية)
- السمفونية الصناعية رقم 1 على موقع فيلمافينيتي (الإسبانية)
- السمفونية الصناعية رقم 1 على موقع قاعدة بيانات الفيلم (الإنجليزية)
- السمفونية الصناعية رقم 1 على موقع ليتربوكسد (الإنجليزية)
- السمفونية الصناعية رقم 1 على موقع كينوبويسك (الروسية)